# Pieces of Me
"Pieces of Me" är en låt av den amerikanska pop/rock sångerskan Ashlee Simpson och den första singeln från hennes debutalbum, Autobiography. Låten, som är skriven av Simpson, Kara DioGuardi och John Shanks (och producerad av Shanks)

## Format och låtlista
USA CD singel
| Nr | Titel          | Version       | Längd |
| -- | -------------- | ------------- | ----- |
| 1  | "Pieces Of Me" | Album version | 3:39  |
| 2  | "Pieces Of Me" | Instrumental  | 3:40  |

UK CD singel
| Nr | Titel          | Version                                    | Längd |
| -- | -------------- | ------------------------------------------ | ----- |
| 1  | "Pieces Of Me" | Album Version                              | 3:39  |
| 2  | "Pieces Of Me" | David Garcia & High Spies Remix Radio Edit | 3:15  |

UK CD maxi singel
| Nr | Titel                                   | Version                                                | Längd |
| -- | --------------------------------------- | ------------------------------------------------------ | ----- |
| 1  | "Pieces Of Me"                          | Radio Edit #2                                          | 3:11  |
| 2  | "Pieces Of Me"                          | David Garcia & High Spies Remix Club Mix               | 7:09  |
| 3  | "Pieces Of Me"                          | 29 Palms Remix Vocal Edit                              | 4:04  |
| 4  | "Shadow/Autobiography/La La/Better Off" | Snippet Medley                                         | 5:20  |
| 5  | "Pieces Of Me"                          | Video - Performance only version/International Version | 3:11  |

Australisk CD singel
| Nr | Titel          | Version                                  | Längd |
| -- | -------------- | ---------------------------------------- | ----- |
| 1  | "Pieces Of Me" | Radio Edit                               | 3:13  |
| 2  | "Pieces Of Me" | David Garcia & High Spies Remix Club Mix | 7:06  |
| 3  | "Pieces Of Me" | Instrumental                             | 3:40  |

Kanadensisk Enhanced CD singel
| Nr | Titel          | Version        | Längd |
| -- | -------------- | -------------- | ----- |
| 1  | "Pieces Of Me" | Album Version  | 3:39  |
| 2  | "Pieces Of Me" | Instrumental   | 3:40  |
| 3  | "Better Off"   | Bonus          | 3:29  |
| 4  | "Pieces Of Me" | Official Video |       |